# Hubert Humphrey
Hubert Horatio Humphrey, Jr. (27. maj 1911–13. januar 1978) var en amerikansk politiker, der holdt embedet som den amerikanske vicepræsident i perioden fra den 20. januar 1965 til den 20. januar 1969 under præsident Lyndon B. Johnson anden og sidste periode. Han blev i 1968 valgt som demokraternes præsidentkandidat i håbet om at efterfølge Lyndon B. Johnson, men endte med at tabe til den republikanske Richard Nixon i et smalt nederlag. Efterfølgende tiltrådte han som senator fra Minnesota i 1971. Dette var en post han beholdt ind til død den 13. januar 1978. Humphrey havde dog allerede besiddet dette embede fra 1949 til 1964.
Selvom Hubert Humphrey blev født i South Dakota, var han bosat det meste af sit liv i nabostaten Minnesota, hvor han også ligger begravet. Han repræsenterede derfor også Minnesota i præsidentvalget 1968. Humphrey var i størstedelen af sin politiske karriere kendt for sit mundtlige talent og vældige følelsesregister, hvilket kunne ses i de mange taler, han holdt, hvoraf flere af dem efterlod ham i tårer. Dette efterlod et stort følelsesmæssigt indtryk på de befolkningsgrupper, han talte til, hvilket helt sikkert var en af grundene til, at han slog demokratiske modstandere Eugene McCarthy og Robert F. Kennedy i kampen om at blive den demokratiske kandidat ved valget i 1968. Han blev af tidligere præsident Harry S. Truman omtalt som en "Rembrandt med ord", selvom denne dermed også mente, at han til tider kunne tale over sig.
Hubert Humphrey blev født i den lille by Wallace, South Dakota, bestod afgangseksamen fra University of Minnesota i 1939 og modtog året senere en kandidatgrad fra Louisiana State University. Han arbejde for diverse universiteter under 2. verdenskrig som undervisningsassistent  i politisk videnskab, indtil han blev borgmester for Minnesotas største by, Minneapolis, i 1945. Denne titel beholdt han indtil 1948; tre år senere. Han blev valgt som den første demokratiske senator fra Minnesota i november samme år, hvorfor han måtte forlade sin post som borgmester. Efter flere genvalg fungerede han som senator fra Minnesota frem til 1964, da han blev spurgt af siddende præsident og kandidat, Lyndon B. Johnson, om at fungere som vicepræsidentskandidat for ham. Humphrey takkede ja, og efter en demokratisk sejr ved valget i 1964 blev Humphrey vicepræsident for Amerikas Forenede Stater den 20. januar 1965. I modsætning til præsidenten, Lyndon B. Johnson, som ikke havde syntes om det "magtesløse" job under John F. Kennedys ledelse, nød Humphrey det højtrangerende embede.
Hubert Humphrey giftede sig med Muriel Fay Buck i 1936 med hvem han ville få fire børn. Han døde af blærecancer den 13. januar 1978 i sit hjem i Waverly, Minnesota. Han holdt stadig embedet som senator for Minnesota indtil hans død, hvorefter hans kone overtog embedet indtil perioden var ovre. Dermed blev Muriel Buck Humphrey den første tidligere Andendame af USA til at holde et politisk embede.

## Baggrund
Hubert Humphrey var halv norsk, da hans mor var født der, og halv amerikansk på hans fars side. Humphreys onkel, Harry Humphrey, var en amatør genealog og studerede nøje familiens stamtræ til det resultat, at Humphrey-familien altid havde boet i Midtvesten siden de først kom til Amerika fra Europa. Harry Humphrey anslog deres europæiske oprindelse til at være walisisk, siden nogle af Huberts fjerne slægtninge havde walisiske navne som Llewellyn og Gladys. Dette var dog bare et gæt fra Harry Humphreys side. Senere er det dog blevet bevist at Hubert Humphreys forfædre kom fra England og ikke Wales, og at hans forfar, Jonas Humphrey, ankom til Massachusetts i 1637. Humphrey-familien begyndte så småt at flytte vestpå fra Massachusetts i det 18. århundrede. I 1855 slog Henry og Electa Humphrey sig ned i Minnesota, og Humphrey-familien ville blive i Midtvesten til den dag, Hubert blev født. På grund af Hubert Humphreys omfattende amerikanske baggrund er det blevet fastslået, at han var fjernt beslægtet med syv, tidligere amerikanske præsidenter inklusiv John Adams og Franklin D. Roosevelt.

## Barndom og opvækst
Hubert Humphrey blev født Hubert Horatio Humphrey, Jr. den 27. maj 1911 i den lille by Wallace i den midtvestlige stat South Dakota til Christine Sannes og Hubert Humphrey Sr. Han blev født i lejligheden over hans fars apotek. Omkring Humphreys fødsel boede der kun omkring 200 mennesker i Wallace. Hubert tilbragte dog det meste af sin barndom i den nærliggende by Doland, da hans far flyttede sit apotek dertil fra Wallace i 1915, hvori familien også overtog en mark. Doland var også en meget lille by med ca. 600 indbyggere og kun en skole, hvor "de mindre klasser optog den første etage, high school'en den anden etage". På netop denne skole deltog Hubert Humphrey i flere aktive aktiviteter som amerikansk fodbold og spejder. Humphreys mor, Christine, var en stærkt troende lutheraner, men siden byen ikke havde en lutheransk kirke indmeldte moren hende selv og børnene i byens metodistiske kirke, da Huberts far ikke kunne lide at gå kirke. Senere meldte han sig dog også ind.

### Depressionen
Den nyligt overståede 1. verdenskrig havde sænket kornpriserne og Humphrey-familien gik en hård tid i møde i 1920'erne. Men grundet nogle gode sæsoner med optimalt udbytte klarede familien sig fint videre de første sæsoner, selvom mange andre i Doland måtte sælge sine marker og skifte til blandt andet mælkproduktion eller dyreopdrættelse. Men i 1926 begyndte forgængeren til den store depression at kunne mærkes, da de to eneste banker i Doland gik konkurs og lukkede, hvilket efterlod Huberts fars apotek i alvorlige, finansielle problemer. Hubert Humphrey skriver selv, hvordan hans fars ven, der havde ejet den ene bank, noget tid efter bankens lukning havde skudt sig selv. I 1927 måtte Humphrey-familien også sælge deres hus, og rykke ind i et mindre hus i byens udkant. Her var det farens gåpåmod og attitude mod ikke at give op, der senere ville påvirke Hubert Humphreys egen politiske karriere. Ralph Humphrey, Huberts storebror, vendte også tilbage fra Dakota Wesleyan College for at hjælpe familien igennem den svære tid. Humphrey-familien valgte nu at vende fokus fra markerne til deres apotek, der stadig kørte. Hubert Humphreys far brugte mange kræfter på at ændre butikken fra bare at være et apotek til at være en butik, der solgte "maling om foråret, river om sommeren, legetøj i julen og chokolader til Mors dag". Apoteket solgte endda fonografer nyudviklet af Thomas Edison.
Hubert Humphrey Sr. blev i denne tid meget politisk aktiv med en demokratisk overbevisning og var til tider væk fra Doland for at støtte op omkring politiske kandidater, særligt Al Smith, som Hubert Humphrey Sr. rejste hele vejen til Houston, Texas for at støtte. Al Smith endte med at tabe valget i 1928 til republikanske Herbert Hoover. Mens hans far var væk styrede Hubert Humphrey apoteket og lærte af den årsag at vaccinere dyr, særligt grise, ejet af landmænd i Doland og byens omegn. Farens politiske aktivitet endte også i en hård, socialistisk opdragelse for Hubert og hans søskende. Det var blandt andet blevet gjort til en norm i Doland at man ikke viftede med sin hat, og at man skulle tage hånd om fattigbørnene. Faren blev med tiden også byens borgmester, hvor han i denne tid installerede det første elektriske lys i Doland. Hele Humphrey-familien støttede aktivt Franklin D. Roosevelts præsidentkampagne i 1932, som endte med at blive succesfuld. I denne tid anså Hubert Humphrey Roosevelt som et idol og en personlig helt, da han mente, at det var den første præsident i hans levetid, der hjalp de svage og kæmpede mod rige. Hubert Humphrey anså også Franklin D. Roosevelt "som manden der reddede deres hjem". Familien sendte i 1930 Hubert Humphrey til University of Minnesota, men måtte hente ham hjem inden, der var gået et år på grund af finansielle problemer.

### Tiden i Huron
I 1931 lukkede faren sit apotek i Doland og flyttede familien til den noget større by Huron, South Dakota. Selvom mange af personerne i Doland skyldte Hubert Humphrey Sr. penge, da de ikke kunne betale, valgte han at nulstille gælden for alle byens indbyggere. Faren åbnede et nyt apotek i Huron, men det havde svære økonomiske problemer i starten. Dette var grundet i at den såkaldte Dust Bowl rasede over det midtvestlige USA. Dette var en tid med svære støvstorme efterfulgte af perioder med tørke grundet de mange års ensidige hvedeavl, der havde udpint jorden. Der kom dog gang i apoteket og det klarede sig igennem tiden uden at lukke. I 1936 efter fire år med støvskyer tog præsident Franklin D. Roosevelt en rundrejse i det hårdt ramte Midtvesten, hvor hans tog stoppede i Huron. Her fik Hubert Humphrey mulighed for at møde hans idol, da hans far tog ham med for at give hånd til præsidenten. Dette var også et vigtigt møde, da faren endte med at få politiske ambitioner efter at have mødt Franklin D. Roosevelt. Dette resulterede i at Hubert Humphrey øjeblikkeligt skulle oplæres som professionel apoteker, da faren overvejede at stille op til Kongressen. På den måde kunne Hubert Humphrey overtage apoteket, hvis han selv blev meldt ind som repræsentant for South Dakota. Hubert Humphrey blev sendt til Capitol College of Pharmacy i Denver, Colorado for at klare et toårskursus og dermed blive fuldt uddannet apoteker trods sin families hårde økonomiske situation. Hubert Humphrey brillerede mægtigt i Denver ud over sin fars forventninger og lærte hurtigt både de engelske og latinske navne på de forskellige lægemidler. Humphrey klarede uddannelsen på et halvt år i stedet for to og vendte nu hjem til Huron i 1933, hvor han nu fik fast arbejde. Det var imens han arbejdede som apoteker, at han første gang mødte Muriel Buck, der var college-studerende i Huron. Muriel Buck ville senere blive Hubert Humphreys kone.

## Uddannelse
Selvom Hubert Humphrey Sr. var vældig glad for Huberts arbejde som apoteker, da han endda havde planer om at åbne en hel række af apoteker nu, eftersom hans politiske ambitioner var gået i vasken, ønskede Huberts venner og hans onkel, Harry Humphrey, at han skulle få sig en anden uddannelse, og blive til noget større end en apoteker. Det skete da også i 1935, da Hubert Humphrey rejste til Washington D.C. for at bo en tid hos sin onkel. Her hørte Hubert blandt en af følelsesladet tale af Huey Long og følte for første gang, at han kunne sige sin egen mening. Politisk ladet vendte Hubert Humphrey straks tilbage til University of Minnesota for at optage sin bachelor, som han havde efterladt for mere end et halvt årti tilbage. Tilbage på universitet arbejde Hubert Humphrey præcist lige så hårdt, som han havde gjort det på Capitol College of Pharmacy, og tog 21 timer og ugen, selvom normalen var 15. Muriel Buck flyttede ind hos ham i Minneapolis, og sammen klarede de sig igennem tilværelsen, der var hård nok i forvejen på grund af den dårlige, økonomiske situation.. Hubert Humphrey tog et deltidsarbejde som apoteker, og Muriel Buck tog et som bibliotekar. Hubert Humphrey klarede sig imponerende godt på gymnasiet og endte med kun at få et B (svarende til 10 på den danske syvtrinsskala) i samfundsag på universitet, hvor af resten var 12.